# Casterino
Casterino – wieś we Francji, w gminie Tende, w regionie Prowansji-Alp-Lazurowego Wybrzeża, w departamencie Alp Nadmorskich.

## Położenie
Casterino, w gminie Tende, znajduje się 13 kilometrów na zachód od Saint-Dalmas-le-Selvage, wzdłuż małej drogi D91, która zaczyna się obok starego dworca kolejowego w Saint-Dalmas i podąża w kierunku wzgórza. 10 kilometrów od jeziora Lac des Mesches. Parking nad jeziorem, nad zaporą, jest popularnym miejscem do spacerów i wędrówek po lesie.
Ponad 2000 metrów nad wioską znajduje się Vallée de Fontanalba. Dolina, która znana jest ze swojego krajobrazu polodowcowego i obecności rysunków naskalnych. Na zachodzie od Casterino leży Vallée des Merveilles, dolina, która też jest znana z rycin skalnych i krajobrazu polodowcowego, i szczyt Monte Bego, który ma 2872 metrów.

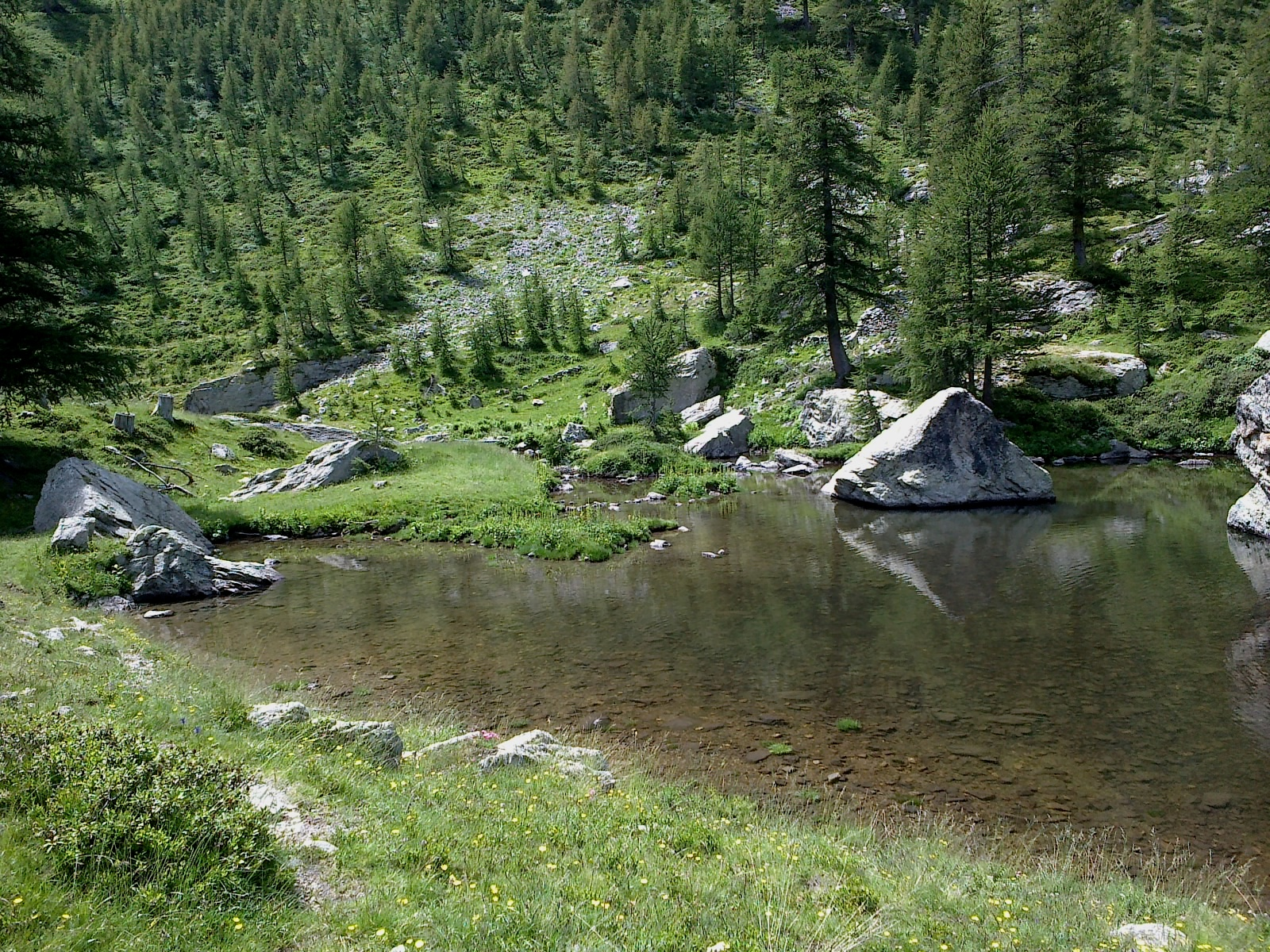
Casterino, Vallée de Fontanalba i Vallée des Merveilles
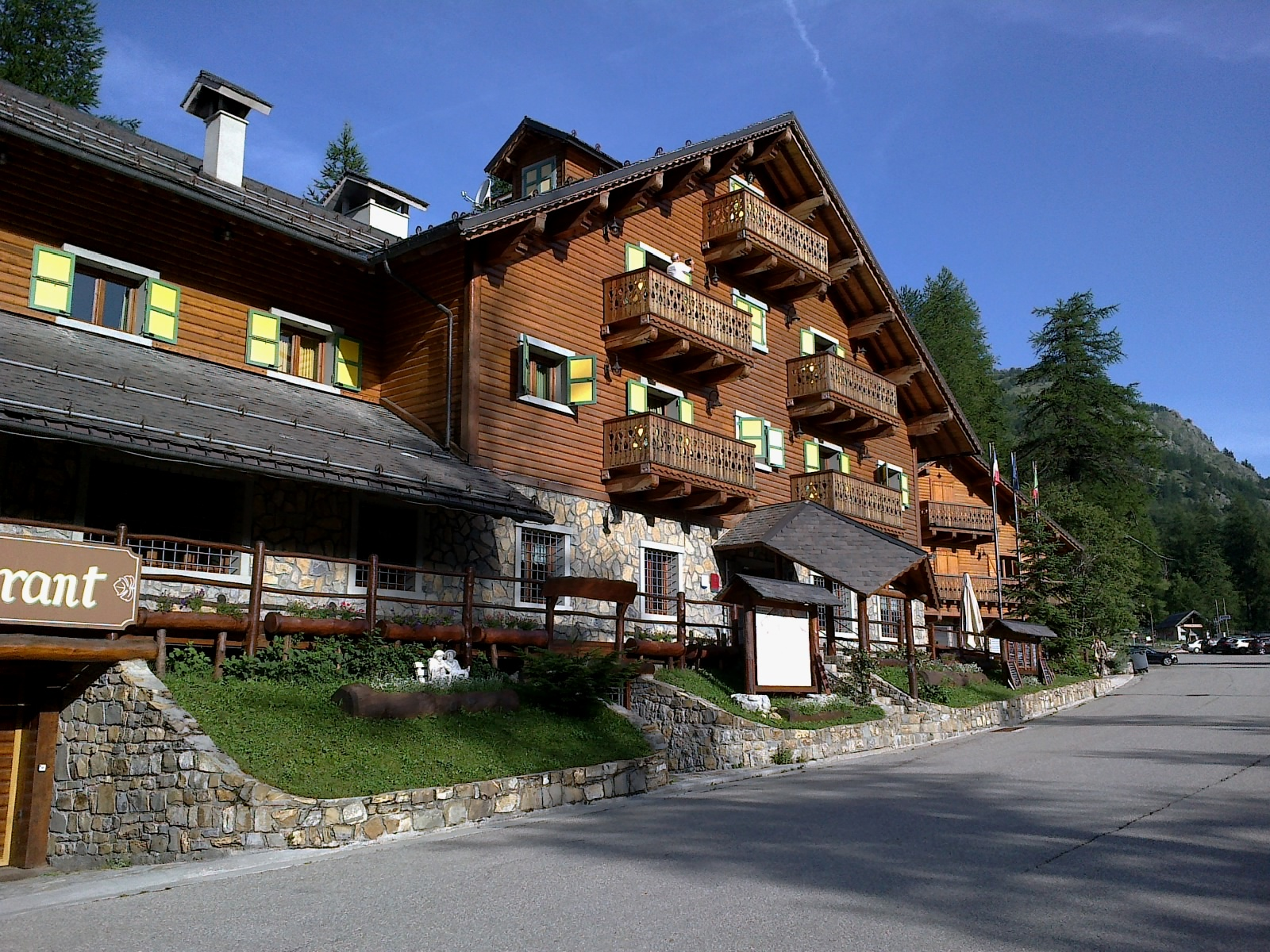
Hotel w Casterino
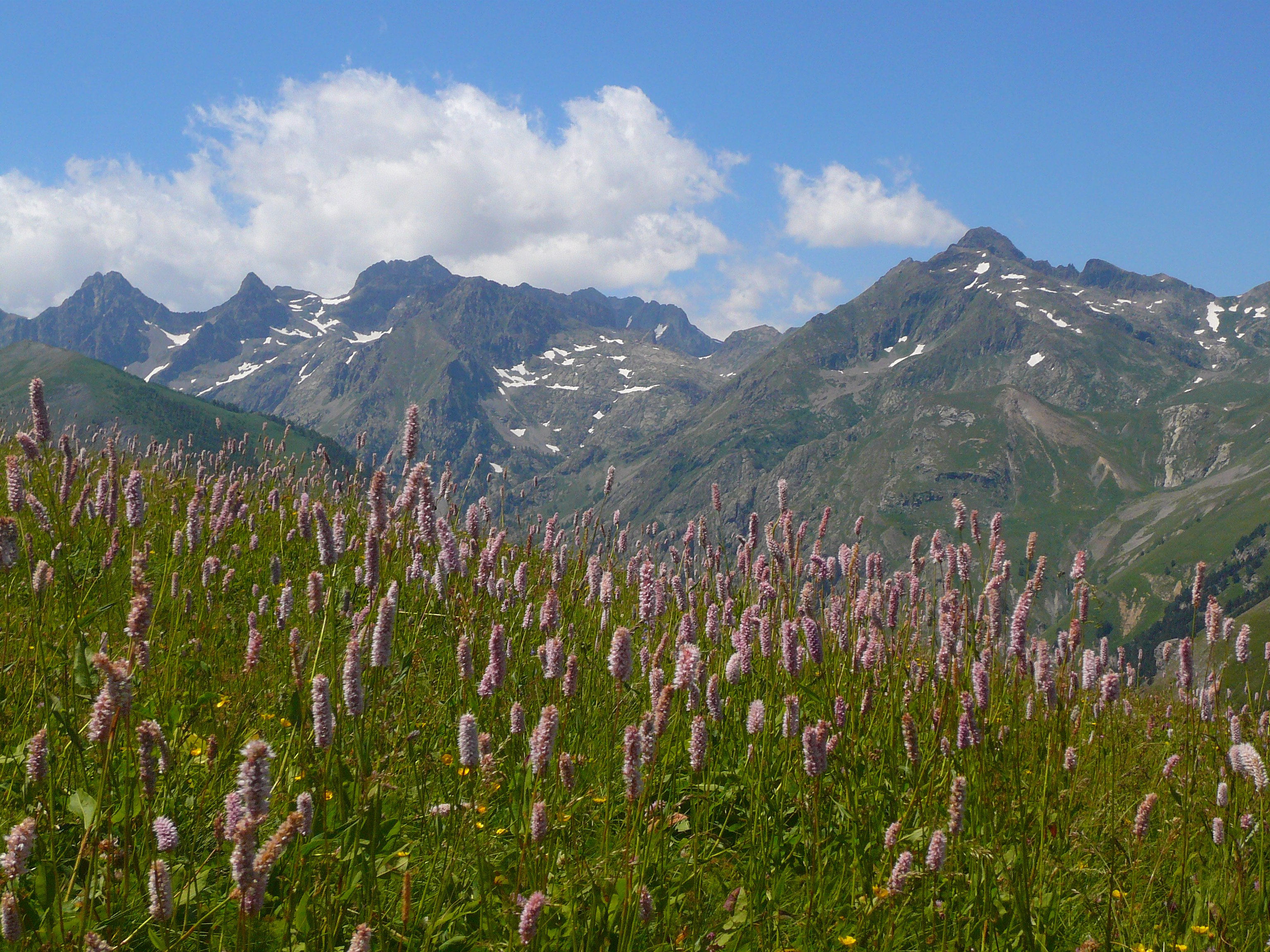
Kwiaty i dolina górna Casterino